# August Wester
August "Gus" Wester, Jr. (Newark, Nova Jersey, 12 de febrer de 1882 - Irvington, Nova Jersey, setembre de 1960) va ser un lluitador estatunidenc que va competir a primers del segle xx. El 1904 va prendre part en els Jocs Olímpics de Saint Louis, on va guanyar la medalla de plata en la categoria de pes gall, de fins a 56,7 kg, en perdre la final contra Isidor Niflot.